# Antón Arriaga
Antón Arriaga o Antón de Arriaga (Berlanga, Badajoz, 1488-1537). Hermano de Juan que fue con Cortés. Tomó parte en la conquista de Cuba en 1511; en 1514 fue encomendero en la isla Española y en 1519 es recomendado por el rey ante Diego Velázquez. [cita requerida]
Participa en  la conquista de México a donde llega con Pánfilo de Narváez en 1520. Conquistador de las ciudades de Pánuco, Michoacán, Zacatula, Colima y los Yopes. Tuvo encomiendas en Tlazazalca en 1524. Desde ese momento a este hombre obligaba a proveer a la atención espiritual de sus encomendados por medio de ministros. Su encomienda llega hasta el año de 1534.

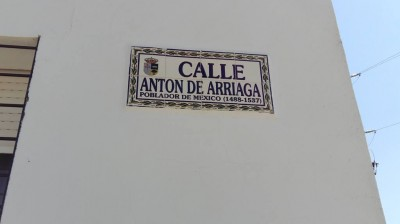
Calle de Berlanga en su honor.